# 2008年夏季奧林匹克運動會女子水球比賽
2008年夏季奧林匹克運動會女子水球比賽自8月11日至8月21日進行，比賽場館為英东游泳馆。共分兩個階段進行，共8支球隊參加，總比賽場數為20場。其中小組賽階段，8支球隊被分為2個小組，進行單循環賽，共12場比賽。

## 獎牌榜
| 項目     | 金牌 | 银牌 | 铜牌 |
| 女子水球 | 荷兰（NED） · 丽安娜·吉什拉尔 · 西蒙·库特 · 迈克·德诺伊 · 耶芙克·范贝尔克姆 · 米克·卡鲍特 · 娅塞明·斯米特 · 诺基·克莱因 · 比尤拉肯·哈克维蒂安 · 丹妮尔·德布鲁因 · 伊尔莎·范德迈登 · 希莉安·范登贝尔赫 · 阿莱特·塞布林 · 玛丽克·范登哈姆 | 美国（USA） · 劳伦·温格 · 卡米·克雷格 · 莫里娅·范诺曼 · 杰茜卡·斯蒂芬斯 · 纳塔莉·戈尔达 · 帕蒂·卡德纳斯 · 伊丽莎白·阿姆斯特朗 · 希瑟·彼得里 · 布伦达·维拉 · 布里塔妮·海斯 · 埃尔茜·温兹 · 艾莉森·格雷戈尔卡 · 杰梅·希普 | （AUS） · 埃玛·诺克斯 · 杰玛·比兹沃斯 · 妮基塔·卡夫 · 丽贝卡·里彭 · 苏齐·弗雷泽 · 布朗温·诺克斯 · 塔妮勒·戈弗斯 · 凯特·金瑟 · 詹娜·圣罗米托 · 米娅·圣罗米托 · 梅利莎·里彭 · Amy Hetzel · 艾丽西亚·麦科马克 |

## 赛程

### 小组赛

#### A组
| 隊伍   | 賽 | 勝 | 和 | 負 | 得球 | 失球 | 積分 |
| ------ | -- | -- | -- | -- | ---- | ---- | ---- |
| 美国   | 3  | 2  | 1  | 0  | 33   | 27   | 5    |
| 義大利 | 3  | 2  | 1  | 0  | 28   | 26   | 5    |
| 中国   | 3  | 1  | 0  | 2  | 33   | 33   | 2    |
| 俄羅斯 | 3  | 0  | 0  | 3  | 26   | 34   | 0    |

| 2008年8月11日 14:20 | 報告 | 俄羅斯                        | 9–8 | 義大利 | 北京英东泳馆 裁判： 加埃唐·蒂科特（加拿大）／希腊尼古劳斯·阿伊罗斯（希腊） |
| 2008年8月11日 14:20 | 報告 | 每節比分： 3:3, 2:1, 2:3, 1:2 |     |        | 北京英东泳馆 裁判： 加埃唐·蒂科特（加拿大）／希腊尼古劳斯·阿伊罗斯（希腊） |

| 2008年8月11日 17:00 | 報告 | 美国                          | 12–11 | 中国 | 北京英东泳馆 裁判： 基赛伊·加博尔（匈牙利）／艾哈迈德·埃尔汗·图尔加（土耳其） |
| 2008年8月11日 17:00 | 報告 | 每節比分： 3:3, 5:4, 2:2, 2:2 |       |      | 北京英东泳馆 裁判： 基赛伊·加博尔（匈牙利）／艾哈迈德·埃尔汗·图尔加（土耳其） |

| 2008年8月13日 15:40 | 報告 | 美国                          | 9–9 | 義大利 | 北京英东泳馆 裁判： 阿兰·巴尔凡巴耶夫（哈萨克斯坦）／基赛伊·加博尔（匈牙利） |
| 2008年8月13日 15:40 | 報告 | 每節比分： 0:2, 4:2, 2:2, 3:3 |     |        | 北京英东泳馆 裁判： 阿兰·巴尔凡巴耶夫（哈萨克斯坦）／基赛伊·加博尔（匈牙利） |

| 2008年8月13日 17:00 | 報告 | 俄羅斯                        | 11–13 | 中国 | 北京英东泳馆 |
| 2008年8月13日 17:00 | 報告 | 每節比分： 2:3, 5:4, 3:1, 1:5 |       |      | 北京英东泳馆 |

| 2008年8月15日 14:20 | 報告 | 俄羅斯                        | 7–12 | 美国 | 北京英东泳馆 裁判： 海梅·莫利内尔·莫林斯（西班牙）／艾哈迈德·埃尔汗·图尔加（土耳其） |
| 2008年8月15日 14:20 | 報告 | 每節比分： 0:5, 3:2, 2:4, 2:1 |      |      | 北京英东泳馆 裁判： 海梅·莫利内尔·莫林斯（西班牙）／艾哈迈德·埃尔汗·图尔加（土耳其） |

| 2008年8月15日 17:00 | 報告 | 義大利                        | 10–9 | 中国 | 北京英东泳馆 裁判： 基赛伊·加博尔（匈牙利）／博里什·马尔盖塔（斯洛文尼亚） |
| 2008年8月15日 17:00 | 報告 | 每節比分： 2:2, 4:2, 2:4, 2:1 |      |      | 北京英东泳馆 裁判： 基赛伊·加博尔（匈牙利）／博里什·马尔盖塔（斯洛文尼亚） |

#### B组
| 隊伍   | 賽 | 勝 | 和 | 負 | 得球 | 失球 | 積分 |
| ------ | -- | -- | -- | -- | ---- | ---- | ---- |
| 匈牙利 | 3  | 2  | 1  | 0  | 28   | 20   | 5    |
|        | 3  | 2  | 1  | 0  | 25   | 22   | 5    |
| 荷蘭   | 3  | 1  | 0  | 2  | 27   | 27   | 2    |
| 希腊   | 3  | 0  | 0  | 3  | 16   | 27   | 0    |

| 2008年8月11日 13:00 | 報告 | 匈牙利                        | 11–9 | 荷蘭 | 北京英东泳馆 |
| 2008年8月11日 13:00 | 報告 | 每節比分： 3:3, 3:2, 4:3, 1:1 |      |      | 北京英东泳馆 |

| 2008年8月11日 15:40 | 3 | 希腊                          | 6–8 |  | 北京英东泳馆 |
| 2008年8月11日 15:40 | 3 | 每節比分： 2:5, 2:2, 1:1, 1:0 |     |  | 北京英东泳馆 |

| 2008年8月13日 13:00 | 報告 | 匈牙利                        | 7–7 |  | 北京英东泳馆 裁判： 马里奥·布尔古连（黑山）／艾哈迈德·埃尔汗·图尔加（土耳其） |
| 2008年8月13日 13:00 | 報告 | 每節比分： 1:1, 1:1, 1:2, 4:3 |     |  | 北京英东泳馆 裁判： 马里奥·布尔古连（黑山）／艾哈迈德·埃尔汗·图尔加（土耳其） |

| 2008年8月13日 14:20 | 報告 | 希腊                          | 6–9 | 荷蘭 | 北京英东泳馆 裁判： 倪世伟（中国）／德西奥·帕泰利（巴西） |
| 2008年8月13日 14:20 | 報告 | 每節比分： 3:3, 2:2, 1:3, 0:1 |     |      | 北京英东泳馆 裁判： 倪世伟（中国）／德西奥·帕泰利（巴西） |

| 2008年8月15日 13:00 | 報告 | 荷蘭                          | 9–10 |  | 北京英东泳馆 裁判： 卡普蒂·马西米利亚诺（意大利）／加埃唐·蒂科特（加拿大） |
| 2008年8月15日 13:00 | 報告 | 每節比分： 1:2, 2:2, 1:2, 5:4 |      |  | 北京英东泳馆 裁判： 卡普蒂·马西米利亚诺（意大利）／加埃唐·蒂科特（加拿大） |

| 2008年8月15日 15:40 | 報告 | 匈牙利                        | 10–4 | 希腊 | 北京英东泳馆 裁判： 阿兰·巴尔凡巴耶夫（哈萨克斯坦）／德西奥·帕泰利（巴西） |
| 2008年8月15日 15:40 | 報告 | 每節比分： 1:1, 3:1, 3:0, 3:2 |      |      | 北京英东泳馆 裁判： 阿兰·巴尔凡巴耶夫（哈萨克斯坦）／德西奥·帕泰利（巴西） |

### 名次赛

#### 7-8名次赛
| 2008年8月17日 13:00 | 報告 | 俄羅斯                        | 12–6 | 希臘 | 北京英东泳馆 裁判： 斯蒂芬·奈茨（新西兰）／盖伊·平克（南非） |
| 2008年8月17日 13:00 | 報告 | 每節比分： 3:4, 4:1, 3:1, 2:2 |      |      | 北京英东泳馆 裁判： 斯蒂芬·奈茨（新西兰）／盖伊·平克（南非） |

#### 半準決賽
| 2008年8月17日 14:20 | 報告 | 中國                          | 11–12 | 澳洲 | 北京英东泳馆 裁判： 德西奥·帕泰利／海梅·莫利内尔·莫林斯（西班牙） |
| 2008年8月17日 14:20 | 報告 | 每節比分： 4:4, 2:4, 2:4, 3:2 |       |      | 北京英东泳馆 裁判： 德西奥·帕泰利／海梅·莫利内尔·莫林斯（西班牙） |

| 2008年8月17日 15:40 | 報告 | 意大利                                     | 8(3)–8(5) | 荷蘭 | 北京英东泳馆 裁判： 托尔斯滕·博克（德國）／尼古劳斯·阿伊罗斯（希臘） |
| 2008年8月17日 15:40 | 報告 | 每節比分： 2:2, 1:3, 3:2, 2:1 . 加時： 0:0 |           |      | 北京英东泳馆 裁判： 托尔斯滕·博克（德國）／尼古劳斯·阿伊罗斯（希臘） |

#### 5-6名次赛
| 2008年8月19日 13:00 | 報告 | 中國                          | 10–6                    | 意大利               | 北京英东泳馆 裁判： 艾哈迈德·埃尔汗·图尔加（土耳其）／加埃唐·蒂科特（加拿大） |
| 2008年8月19日 13:00 | 報告 | 每節比分： 3:1, 2:3, 1:3, 4:0 |                         |                      | 北京英东泳馆 裁判： 艾哈迈德·埃尔汗·图尔加（土耳其）／加埃唐·蒂科特（加拿大） |
| 2008年8月19日 13:00 | 報告 | 高翱（4）                     | 進球最多球員 （進球數） | 塔尼娅·迪马里奥（3） | 北京英东泳馆 裁判： 艾哈迈德·埃尔汗·图尔加（土耳其）／加埃唐·蒂科特（加拿大） |

#### 準決賽
| 2008年8月19日 14:20 | 報告 | 美國                          | 9–8                     | 澳洲           | 北京英东泳馆 裁判： 博里什·马尔盖塔（斯洛文尼亞）／卡普蒂·马西米利亚诺（意大利） |
| 2008年8月19日 14:20 | 報告 | 每節比分： 2:2, 2:2, 4:1, 1:3 |                         |                | 北京英东泳馆 裁判： 博里什·马尔盖塔（斯洛文尼亞）／卡普蒂·马西米利亚诺（意大利） |
| 2008年8月19日 14:20 | 報告 | 布伦达·维拉（3）              | 進球最多球員 （進球數） | 凯特·金瑟（3） | 北京英东泳馆 裁判： 博里什·马尔盖塔（斯洛文尼亞）／卡普蒂·马西米利亚诺（意大利） |

| 2008年8月19日 15:40 | 報告 | 匈牙利                        | 7–8                     | 荷蘭                                    | 北京英东泳馆 裁判： 马里奥·布尔古连（黑山）／谢尔盖·安齐费罗夫（俄罗斯） |
| 2008年8月19日 15:40 | 報告 | 每節比分： 2:1, 1:3, 3:3, 1:1 |                         |                                         | 北京英东泳馆 裁判： 马里奥·布尔古连（黑山）／谢尔盖·安齐费罗夫（俄罗斯） |
| 2008年8月19日 15:40 | 報告 | 阿妮科·佩莱（3）              | 進球最多球員 （進球數） | 玛丽克·范登哈姆／耶芙克·范贝尔克姆（3） | 北京英东泳馆 裁判： 马里奥·布尔古连（黑山）／谢尔盖·安齐费罗夫（俄罗斯） |

#### 季軍賽
| 2008年8月21日 17:00 | 報告 | 澳洲                                                 | 12–11                   | 匈牙利               | 北京英东泳馆 裁判： 谢尔盖·安齐费罗夫（俄罗斯）／姆拉登·拉克（克罗地亚） |
| 2008年8月21日 17:00 | 報告 | 每節比分： 2:2, 1:3, 3:1, 1:1 . 加時： 2:1、0:1、3:2 |                         |                      | 北京英东泳馆 裁判： 谢尔盖·安齐费罗夫（俄罗斯）／姆拉登·拉克（克罗地亚） |
| 2008年8月21日 17:00 | 報告 | 布朗温·诺克斯（3）                                   | 進球最多球員 （進球數） | 基什泰莱基·多劳（4） | 北京英东泳馆 裁判： 谢尔盖·安齐费罗夫（俄罗斯）／姆拉登·拉克（克罗地亚） |

#### 决賽
| 2008年8月21日 18:20 | 20 | 美國                          | 8–9                     | 荷蘭                 | 北京英东泳馆 裁判： 基赛伊·加博尔（匈牙利）／卡普蒂·马西米利亚诺（意大利） |
| 2008年8月21日 18:20 | 20 | 每節比分： 2:4, 3:1, 1:2, 2:2 |                         |                      | 北京英东泳馆 裁判： 基赛伊·加博尔（匈牙利）／卡普蒂·马西米利亚诺（意大利） |
| 2008年8月21日 18:20 | 20 | 杰茜卡·斯蒂芬斯（2）          | 進球最多球員 （進球數） | 丹妮尔·德布鲁因（7） | 北京英东泳馆 裁判： 基赛伊·加博尔（匈牙利）／卡普蒂·马西米利亚诺（意大利） |